# Justin Cuero
Justin Raúl Cuero Palacio (n. Esmeraldas, Ecuador; 18 de marzo de 2004) es un futbolista ecuatoriano que juega como delantero en el Club Sport Emelec de la Serie A de Ecuador.

## Primeros años
Es de Esmeraldas, Ecuador, en la parte noroeste del país. Venía de la academia de fútbol del Independiente del Valle.

## Trayectoria
Hizo su debut en la Serie A de Ecuador con el Independiente del Valle en una victoria en casa por 3-1 contra el Mushuc Runa S. C. el 25 de febrero de 2023.
El 15 de agosto de 2023 se confirmó su cesión por una temporada al F. C. Oremburgo de la Liga Premier de Rusia. En junio de 2024 el club hizo efectiva la opción de compra y firmó hasta junio de 2027.

## Selección nacional
Fue seleccionado para jugar Fútbol en los Juegos Sudamericanos 2022 en octubre de 2022 por Ecuador en Asunción. Anotó un triplete en la semifinal contra Uruguay para ayudar a su equipo a llegar a la final contra los anfitriones Paraguay.

### Categorías inferiores
Se destacó jugando para Ecuador en el Campeonato Sudamericano de Fútbol Sub-20 de 2023. Fue el máximo goleador de Ecuador en la fase inicial del torneo desde el que clasificó a la fase de grupos del Hexagonal. Anotó cuatro goles en total en el torneo, incluidos dos contra Paraguay que aseguraron que su país terminara entre los cuatro primeros y se clasificara de la fase de grupos del Hexagonal para la Copa Mundial de Fútbol Sub-20 de 2023 que se celebrará en Argentina. Agradeció a los aficionados ecuatorianos por ayudar al equipo a lograr su actitud de nunca darse por vencido.

#### Participaciones en Sudamericanos
| Campeonato                              | Sede      | Resultado    | Partidos | Goles |
| --------------------------------------- | --------- | ------------ | -------- | ----- |
| Sudamericano Sub-15 de 2019             | Paraguay  | Quinto lugar | 4        | 2     |
| Juegos Suramericanos Asunción 2022      | Paraguay  | Plata        | 4        | 5     |
| Sudamericano Sub-20 de 2023             | Colombia  | Cuarto lugar | 9        | 4     |
| Preolímpico Sudamericano Sub-23 de 2024 | Venezuela | Primera fase | 3        | 0     |

#### Participaciones en Copas del Mundo
| Campeonato                  | Sede      | Resultado        | Partidos | Goles |
| --------------------------- | --------- | ---------------- | -------- | ----- |
| Copa Mundial Sub-20 de 2023 | Argentina | Octavos de final | 4        | 4     |

## Estilo de juego
Ha sido descrito como un delantero centro de estilo adelantado, capaz de jugar solo en la delantera. También ha sido descrito como “poderoso físicamente y con buenos movimientos en el área para hacerse un hueco”.

## Estadísticas

### Clubes
Actualizado al último partido disputado el 30 de julio de 2025.
| Club                              | Div.          | Temporada     | Liga  | Liga  | Liga   | Copas nacionales | Copas nacionales | Copas nacionales | Copas internacionales | Copas internacionales | Copas internacionales | Total | Total | Total  |
| Club                              | Div.          | Temporada     | Part. | Goles | Asist. | Part.            | Goles            | Asist.           | Part.                 | Goles                 | Asist.                | Part. | Goles | Asist. |
| --------------------------------- | ------------- | ------------- | ----- | ----- | ------ | ---------------- | ---------------- | ---------------- | --------------------- | --------------------- | --------------------- | ----- | ----- | ------ |
| Independiente Juniors · Ecuador   | 2.ª           | 2023          | 6     | 1     | 0      | —                | —                | —                | —                     | —                     | —                     | 6     | 1     | 0      |
| Independiente Juniors · Ecuador   | Total club    | Total club    | 6     | 1     | 0      | 0                | 0                | 0                | 0                     | 0                     | 0                     | 6     | 1     | 0      |
| Independiente del Valle · Ecuador | 1.ª           | 2023          | 2     | 0     | 0      | —                | —                | —                | 0                     | 0                     | 0                     | 2     | 0     | 0      |
| Independiente del Valle · Ecuador | Total club    | Total club    | 2     | 0     | 0      | 0                | 0                | 0                | 0                     | 0                     | 0                     | 2     | 0     | 0      |
| F. C. Oremburgo · Rusia           | 1.ª           | 2023-24       | 12    | 1     | 0      | 8                | 0                | 2                | —                     | —                     | —                     | 20    | 1     | 2      |
| F. C. Oremburgo · Rusia           | 1.ª           | 2024-25       | 7     | 0     | 0      | 4                | 2                | 1                | —                     | —                     | —                     | 11    | 2     | 1      |
| F. C. Oremburgo · Rusia           | Total club    | Total club    | 19    | 1     | 0      | 12               | 2                | 3                | 0                     | 0                     | 0                     | 31    | 3     | 3      |
| C. S. Emelec · Ecuador            | 1.ª           | 2025          | 7     | 0     | 0      | 1                | 0                | 0                | —                     | —                     | —                     | 8     | 0     | 0      |
| C. S. Emelec · Ecuador            | Total club    | Total club    | 7     | 0     | 0      | 1                | 0                | 0                | 0                     | 0                     | 0                     | 8     | 0     | 0      |
| Total carrera                     | Total carrera | Total carrera | 34    | 2     | 0      | 13               | 2                | 3                | 0                     | 0                     | 0                     | 47    | 4     | 3      |
| 1.                                |               |               |       |       |        |                  |                  |                  |                       |                       |                       |       |       |        |